# 雨声会
雨声会（うせいかい）は、1907年（明治40年）6月17日（月曜日）から6月19日（水曜日）までの3日間に、当時の総理大臣西園寺公望が、日本の文学者を神田駿河台の私邸に招き、一夕の歓談をなした宴会のことである。なお、雨声会という名前は後から名づけられた。一国の宰相が文士を招待したのは、明治時代ではこれが最初であったという。

## 招待された文学者
一覧
- 夏目漱石
- 幸田露伴
- 島崎藤村
- 国木田独歩
- 田山花袋
- 徳田秋声
- 小杉天外
- 森鷗外
- 坪内逍遙
- 広津柳浪
- 柳川春葉
- 川上眉山
- 小栗風葉
- 二葉亭四迷
- 泉鏡花
- 後藤宙外
- 巖谷小波
- 塚原渋柿園
- 内田魯庵
- 大町桂月
- 永井荷風

など
- このとき欠席したのは、夏目、二葉亭、坪内の3人であった。
- 雨声会は1907年に開かれたものが第1回で、以来数回続いた。
- 世話役となったのは、竹越与三郎、国木田、巌谷などであった。
- 当時の新聞によれば、江見水蔭、徳富蘆花が選にもれたことを遺憾とし、またいろいろなうわさ話を生じたという。